# Antonio Rosetti

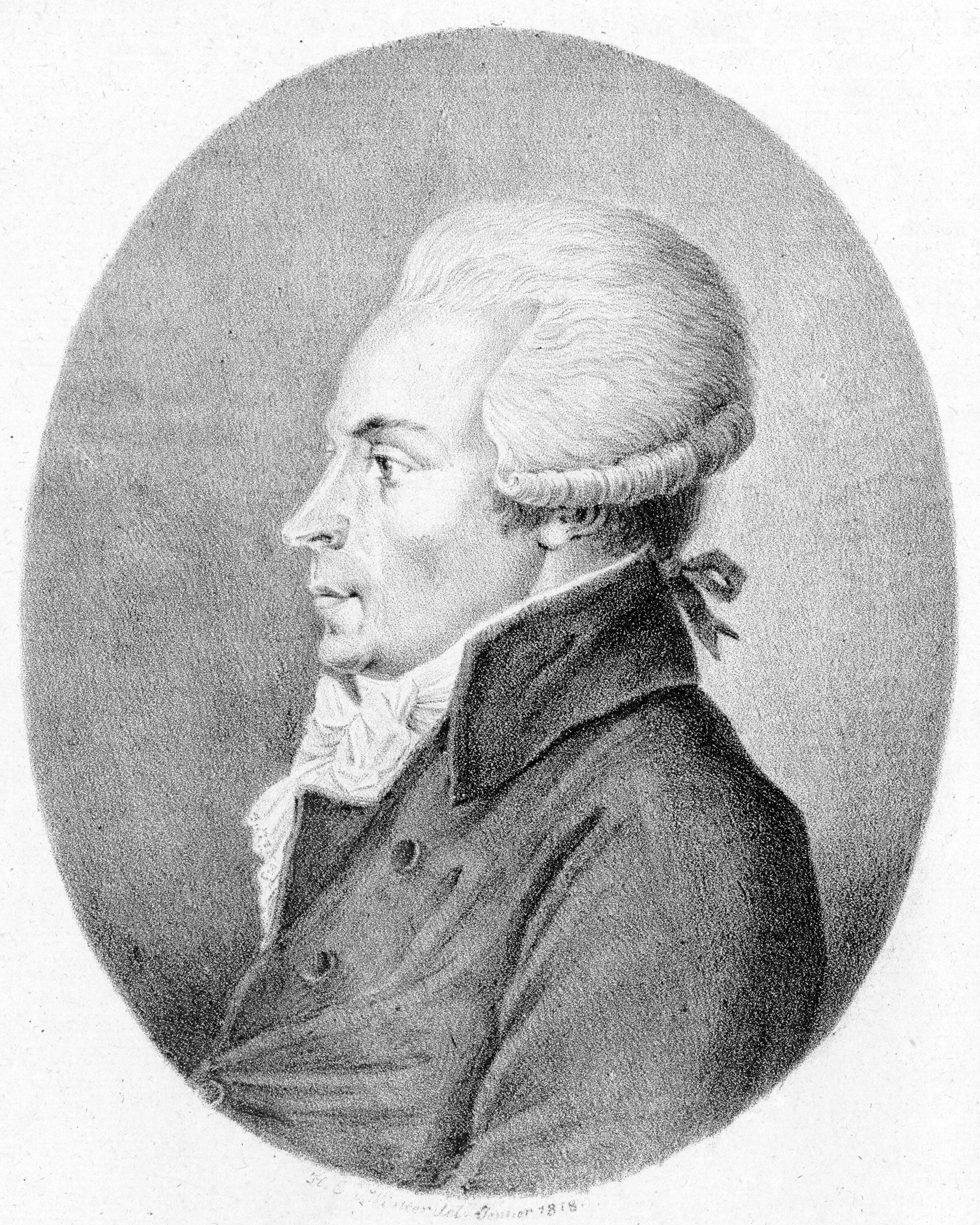
Antonio Rosetti

Antonio Rosetti, född cirka 1750, död 30 juni 1792, var en böhmisk kontrabasist och kompositör.
Rosetti föddes som Franz Anton Rösler i Litoměřice i nuvarande Tjeckien. Han tros ha fått sin tidigaste musikaliska skolning hos jesuiterna.
1773 bytte han namn till Antonio Rosetti och lämnade sitt hemland för att tjänstgöra i hovkapellet hos prinsen av Öttingen-Wallerstein där han tjänstgjorde i sexton år innan han blev kapellmästare hos hertigen av Mecklenburg-Schwerin. 1781 fick han fem månader tjänstledigt vilka han tillbringade i Paris där några av stadens finaste orkestrar framförde hans verk. I Paris såg han även till att få sin musik publicerad, bland annat en serie om sex symfonier från 1782.
Idag är Rosetti mest känd för sina hornkonserter, vilka enligt Mozartforskaren H.C. Robbins Landon ska ha stått som modell för Mozarts egna hornkonserter.

## Verk i urval
- 44 Symfonier
- 17 Hornkonserter
- 7 Konserter för 2 horn
- 2 Klarinettkonserter
- 5 Fagottkonserter
- 11 Flöjtkonserter
- 6 Oboekonserter
- 1 Violakonsert
- 4 Violinkonserter
- 2 Pianokonserter
- 1 Sinfonia Concertante
- 11 Stråkkvartetter
- 1 Flöjtkvartett
- 1 Fagottkvartett
- 7 Pianotrios
- 6 Violinsonater
- 4 Pianosonater
- 12 Partitor för blåsensemble
- 1 Notturno för blåsensemble
- 1 Blåskvartett
- 1 Blåskvintett
- 3 Blåssextetter
- 1 Salve Regina
- 1 Kantat
- 2 Oratorier
  - Der sterbende Jesu, 1785
  - Jesus in Gethsemane, 1790